# Dadobia
Dadobia är ett släkte av skalbaggar som beskrevs av Thomson 1856. Dadobia ingår i familjen kortvingar.
Släktet innehåller bara arten Dadobia immersa.